# هاکوپیان

هاکوپیان(به انگلیسی: Hacoupian) در بهار سال ۱۳۴۹ (خورشیدی) توسط سومبات هاکوپیان (ارمنی: هاقوپیانس)، یک ایرانی ارمنی‌تبار، با امکانات و سرمایهٔ اندک بنیان‌گذاری شد. هم‌اکنون یکی از بزرگ‌ترین شرکت‌های طراحی و تولید پوشاک در ایران است که انواع پوشاک مردانه را طراحی و تولید می‌کند. دفتر مرکزی هاکوپیان در شهر تهران است.

## پیشینه
شرکت هاکوپیان در سال ۱۳۴۹ توسط سومبات هاکوپیان بنیان نهاده شد. این شرکت نخستین و بزرگ‌ترین طراح و تولیدکنندهٔ تمام‌صنعتی پوشاک در ایران است. سومبات هاکوپیان بنیانگذار این شرکت از دوران نوجوانی وارد کار دوزندگی شد و در سال ۱۳۴۹ کارگاه کوچکی را در تهران تأسیس کرد. با گذر زمان، کار این شرکت توسعه پیدا کرد. فرایند تولید کت و شلوار و پیراهن در کارخانه‌های هاکوپیان و نوراشن (شرکت) در بومهن تهران انجام می‌گیرد. کارشناسان هاکوپیان برای بهبود عملکرد، برای آموزش به کشورهای اروپایی فرستاده می‌شوند.

## برند برتر
هاکوپیان در سال ۱۳۹۲ در دهمین جشنواره ملی قهرمانان صنعت ایران به عنوان یکی از ۱۰۰ برند برتر ایران شناخته شد.

## جام‌جهانی ۲۰۱۸
هاکوپیان تولید لباس رسمی تیم ملی فوتبال ایران در جام جهانی فوتبال ۲۰۱۸ روسیه را برعهده گرفت و در ۲۰ اردیبهشت ۱۳۹۷ ار آن رونمایی کرد.

## کارآفرینی
هاکوپیان امروز با ایجاد ۲۳ فروشگاه زنجیره‌ای در سراسر ایران، داشتن سامانه مشتری‌مدار نوین، توسعهٔ بخش‌های طراحی، تولید و پخش با ایجاد یک کارخانهٔ تولید کت شلوار کلاسیک و اسپرت و یک کارخانهٔ تولید پیراهن و نیز همکاری با دانشگاههای ایران در رابطه با آموزش این رشته از طریق آموزش و نشر کتاب و برقراری و حفظ ارتباط با مراکز مد اروپایی، موجب ایجاد فرصت برای علاقه‌مندان به کار و سرمایه‌گذاری در این رشته شده‌است.

## خیریه
از جمله کارهای خیریه هاکوپیان می‌توان به موارد زیر اشاره کرد:
- ساخت مدرسه مریم مقدس ۱ در شهر بم
- ساخت مدرسه مریم مقدس ۲ در شهر بومهن

## جوایز
هاکوپیان موفق به دریافت بیش از ۳۰ جایزه بین‌المللی و ۲ جایزه ملی شده‌است.
فهرستی از جوایز و افتخارات شرکت هاکوپیان:
- جایزه اروپایی برای بهترین اقدامات
- جایزه بین‌المللی اروپا برای کیفیت
- جایزه بین‌المللی برای بهترین نام تجاری (جایزه هزاره نو)
- جایزه بین‌المللی برای فناوری و کیفیت
- جایزه بین‌المللی عقاب طلایی برای پرستیژ و کیفیت اروپا
- جایزه بین‌المللی طلایی برای کیفیت و پرستیژ تجاری
- جایزه پلاتین فناوری برای کیفیت و بهترین نام تجاری
- جایزه جهانی برای کمال کیفیت و عملکرد ایدئال
- جایزه ستاره طلایی برای شایستگی مدیریت
- جایزه شکوه ۵ قاره برای کیفیت و تعالی
- جایزه بین‌المللی کیفیت (هزاره نو)
- جایزه طلایی ۵ قاره برای کیفیت و تعالی (جایزه هزاره نو)
- جایزه طلایی اروپا برای کیفیت و پرستیژ تجاری (جایزه هزاره نو)
- جایزه طلایی آمریکا برای کیفیت و تعالی (جایزه هزاره نو)
- جایزه طلایی برای پرستیژ تجاری (جایزه هزاره نو)
- جایزه چشم الماس برای تعهد به کیفیت و تعالی
- جایزه عصر جدید برای فناوری، نوآوری و کیفیت
- نشان شوالیه نوآوری اروپا
- واحد نمونه تولید ملی
- جایزه روزگار سبز